# Scaptomyza flava
Scaptomyza flava är en tvåvingeart som först beskrevs av Fallen 1823.  Scaptomyza flava ingår i släktet Scaptomyza och familjen daggflugor. Arten är reproducerande i Sverige. Inga underarter finns listade i Catalogue of Life.

## Bildgalleri

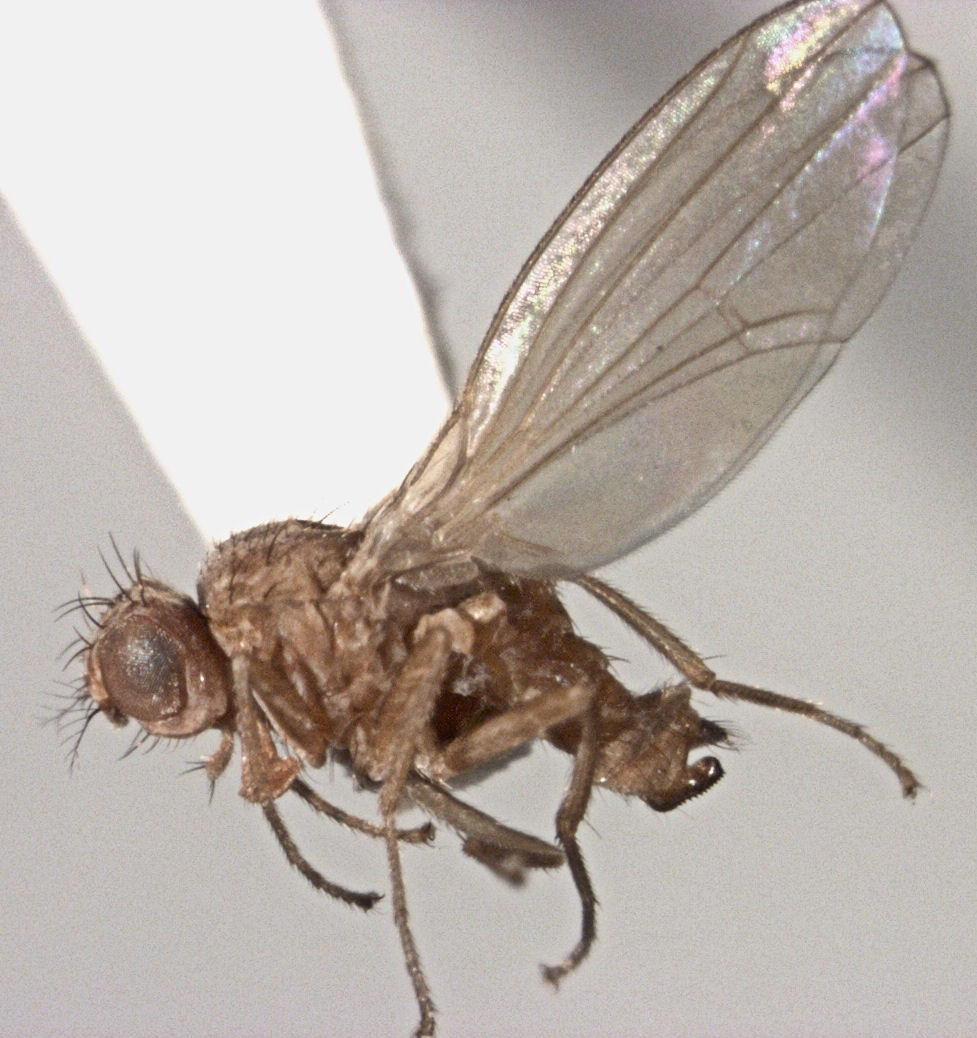
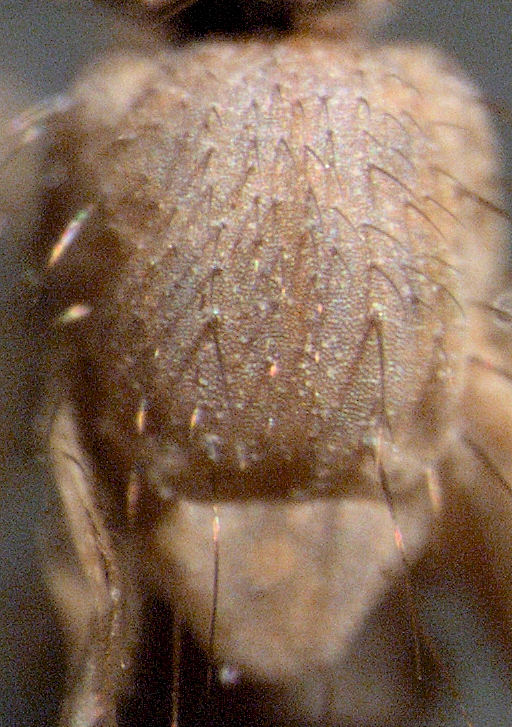
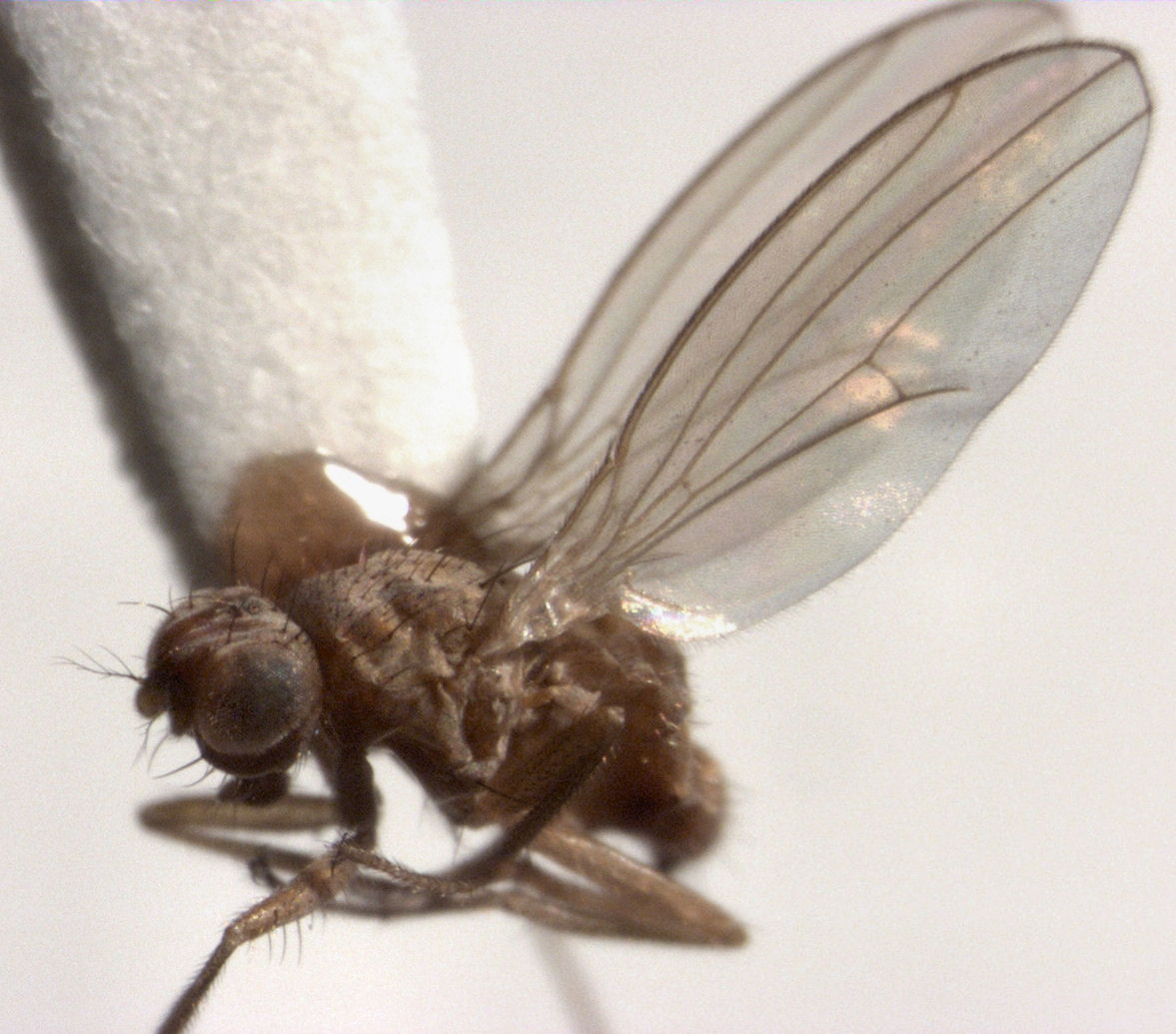